# A harc mestere
A harc mestere (The Art of War) 2000-ben megjelent kanadai–amerikai akciófilm Christian Duguay rendezésében. A főbb szerepekben Wesley Snipes, Michael Biehn, Anne Archer és Donald Sutherland láthatók.
A film címe Szun-ce (Sun Zi, Sun Tzu) középkori kínai szerző jól ismert művére, A háború művészeté-re utal, melyből többször idéznek a filmben az egyes szereplők.
A filmnek két folytatása készült, A harc mestere 2.: Az árulás, és A harc mester 3.: A megtorlás.

## Cselekménye
|  | Alább a cselekmény részletei következnek! |

Neil Shaw az ENSZ titkos ügynöke, aki kémkedéssel foglalkozik a nemzetközi béke és az együttműködés érdekében.
A 2000-es év szilveszterén két társa segítségével észak-koreai hadititkokat lop el, és megzsarolja az észak-koreai hadügyminisztert, aki ezután kénytelen folytatni az ENSZ-tárgyalásokat. Az eredményt az ENSZ főtitkár munkájának könyvelik el.
New York kikötőjében egy konténerben halott vietnámi menekülteket találnak, és nem sokkal később egy ünnepélyes vacsorán megölik Kína ENSZ-képviselőjét, aki a Kína és az Egyesült Államok közötti kereskedelmi megállapodást írta volna alá. Az egyik kínai tolmácsnőt megtámadják, életveszélyesen megsebesül. Társa később érkezik a helyszínre.
Shaw-t a merénylő csapdába csalja, ezért elfogják a rendőrök. Mivel kilétét nem fedheti fel, gyilkossággal vádolják és láncra verve elszállítják. Szállítás közben támadás éri a rabszállítót, az őröket megölik, Shaw-t kínaiak viszik magukkal, miközben ő látszólag öntudatlan.
Mivel a kínaiak csak arra akarják felhasználni, hogy az ujjlenyomata rajta legyen egy fegyveren, ezért mielőtt megölnék, Shaw ártalmatlanná teszi őket, miközben egy csöveket szállító kamion mellett haladnak el.
Az FBI gyilkosság vádjával el akarja fogni, azonban a nyomozás vezetője hamar átlátja, hogy nem lehet Shaw az igazi tettes, mivel megölte az őt „kiszabadító” triádokat.
Az életben maradt tolmácsnő felkeresi sérül társát a kórházban, azonban amikor kimegy a szobából, a nőt megölik. A támadó őt is meg akarja ölni, ekkor azonban közbelép Shaw, megöli a támadót, és a tolmácsot magával viszi.
A kínai tolmács segítségével lefordíttatja a nagykövet lelövésekor felvett hanganyagot. A nagykövet szerint a vietnámi menekülteket szándékosan ölték meg, hogy ne jöjjön lére az egyezmény, és ő tudja, hogy ki a felelős.
Kiderül, hogy egy befolyásos kínai üzletembernek érdekében állt megakadályozni a kereskedelmi megállapodást, mert akkor fel kellett volna adnia a jelenlegi monopóliumát Kínában.
Shaw felkeresi, azonban miközben tárgyal vele, az üzletembert megölik.
A tolmácsnő elviszi a vacsorán felvett videót az ENSZ főtitkár asszisztensének, de csak késő éjszaka sikerül hozzá bejutnia. Beszélgetés közben rájön, hogy az események mögött a nő áll. A tolmácsnő a kihalt ENSZ-székházban a vécében bújik el, és telefonon segítséget kér Shaw-tól.
Kiderül, hogy Shaw egyik társa, akit halottnak hitt, életben van, és a nőnek dolgozik.
Shaw és volt társa összecsapnak az ENSZ előcsarnokában, aminek végén csak Shaw marad életben.
A film végén a kínai tolmácsnő egy dél-franciaországi kávéház teraszán üldögél, amikor hirtelen elered az eső. Shaw jelenik meg a színen és felajánlja az esernyőjét. Valaki titokban fényképet készít róluk.
|  | Itt a vége a cselekmény részletezésének! |

## Szereposztás
| Karakter            | Színész              | Magyar hang        |
| ------------------- | -------------------- | ------------------ |
| Neil Shaw           | Wesley Snipes        | Csuja Imre         |
| Eleanor Hooks       | Anne Archer          | Menszátor Magdolna |
| Frank Capella       | Maury Chaykin        | Kardos Gábor       |
| Julia Fang          | Marie Matiko         | Götz Anna          |
| David Chan          | Cary-Hiroyuki Tagawa | Haás Vander Péter  |
| Robert Bly          | Michael Biehn        | Mihályi Győző      |
| Douglas Thomas      | Donald Sutherland    | Kristóf Tibor      |
| Jenna Novak         | Liliana Komorowska   | Holló Orsolya      |
| Wu nagykövet        | James Hong           | Berzsenyi Zoltán   |
| Ray, FBI-ügynök     | Paul Hopkins         | Crespo Rodrigo     |
| Ochai               | Glen Chin            | Breyer László      |
| Ming                | Ron Yuan             |                    |
| Anna Li             | Bonnie Mak           | Létay Dóra         |
| Tina Chan           | Uni Park             |                    |
| Hongkongi riporter  | Erin Selby           |                    |
| Zeng Zi             | Fernando Chien       |                    |
| Shades              | Paul Wu              |                    |
| Alex Wingate        | Noel Burton          |                    |
| Amerikai nagykövet  | Paul Stewart         | Kovács István      |
| Riporter a hotelnél | Yardly Kavanagh      | Ruttkay Laura      |

## Bevételek
A film a nyitóhétvégéjén 10 410 993  USD bevételre tett szert az Egyesült Államokban.

## Folytatása
A film folytatása csak DVD-n jelent meg, 2008 augusztusában.
Ebben Wesley Snipes folytatja Neil Shaw szerepét, akit nyugalmazott állományból hívnak vissza, hogy részt vegyen egy hollywoodi film forgatásán, mint szakértő. Athena Karkanis és Lochlyn Munro is szerepelnek a filmben.

## Fordítás
Ez a szócikk részben vagy egészben  a   The Art of War (film) című angol Wikipédia-szócikk fordításán alapul.  Az eredeti cikk szerkesztőit annak laptörténete sorolja fel. Ez a jelzés csupán a megfogalmazás eredetét és a szerzői jogokat jelzi, nem szolgál a cikkben szereplő információk forrásmegjelöléseként.